# Saido Berahino

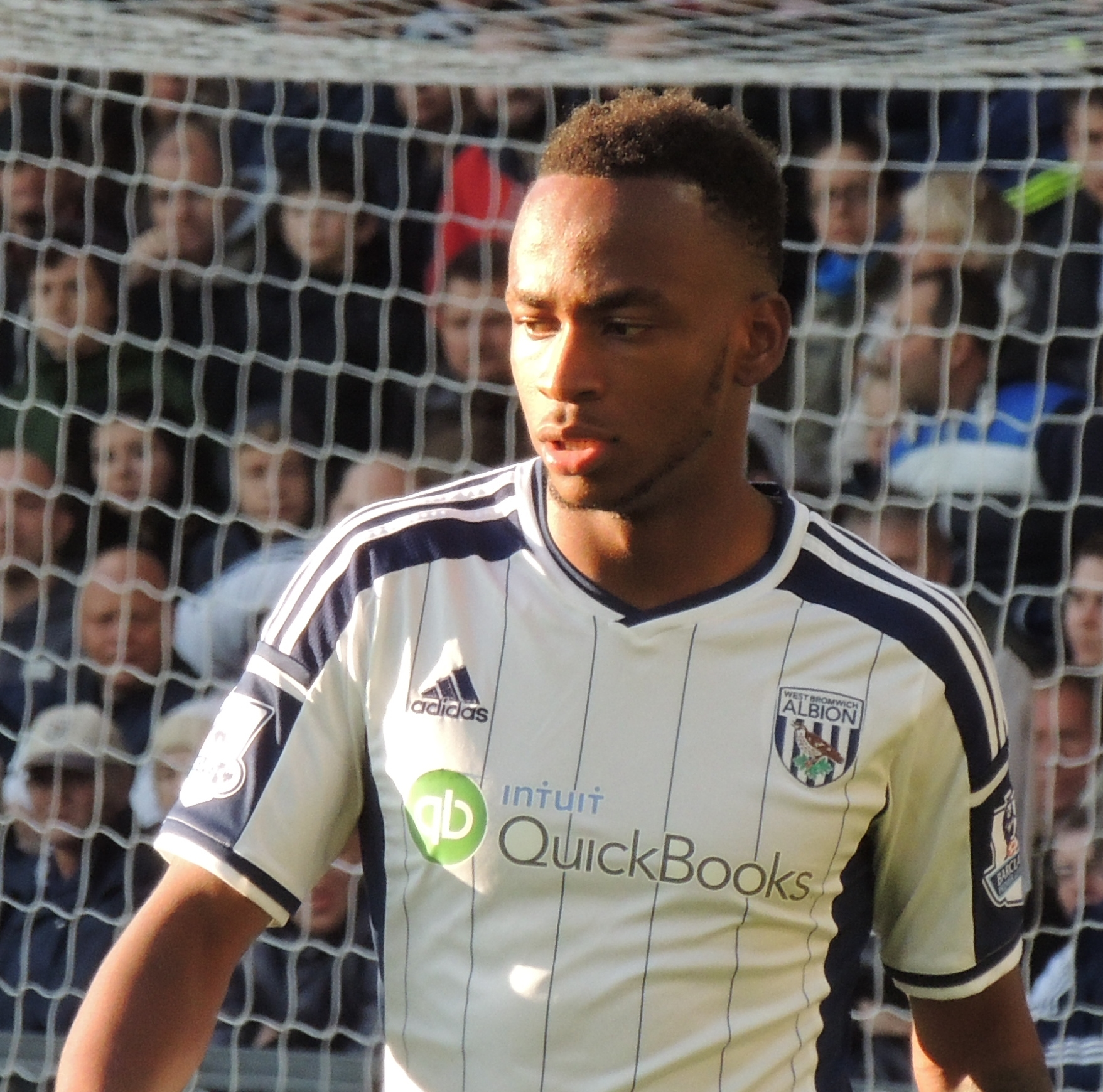
Berahino v zápase za WBA

Saido Berahino (* 4. srpna 1993) je fotbalový útočník hrající za anglický klub West Bromwich Albion FC (WBA). Narodil se v Burundi, reprezentuje však Anglii. Strávil nějaký čas na hostování z WBA v klubech Northampton Town FC, Brentford FC a Peterborough United FC.
Za WBA vstřelil 27. 8. 2013 hattrick proti Newport County AFC (výhra 3:0) v Anglickém ligovém poháru, 28. září 2013 také vítězný gól na Old Trafford proti Manchester United FC. Byl to jeho první gól v Premier League.
Reprezentuje Anglii od kategorie U16.
Berahino má třetí nejvyšší procentuální úspěšnost všech dob (za Francisem Jeffersonem a Alanem Shearerem) za tým Anglie U21, když v 13 zápasech vstřelil 10 gólů.[zdroj?] Byl poprvé nominován do A-mužstva anglické reprezentace v listopadu 2014.